# Джулия Медичи
Джу́лия Ро́мола Ме́дичи (итал. Giulia Romola de Medici), или Джу́лия, дочь Алесса́ндро Ме́дичи (итал. Giulia di Alessandro de Medici; 1535, Флоренция, Флорентийское герцогство — ок. 1588) — принцесса из дома Медичи, незаконнорождённая дочь Алессандро, герцога Флоренции. В первом браке — супруга Франческо Кантельми, во втором — Бернардетто Медичи, сеньора Оттаяно.
По происхождению была квартеронкой. Получила хорошее образование. Гордилась своей принадлежностью к домам Медичи и Маласпина. Покровительствовала ордену августинцев.

## Биография

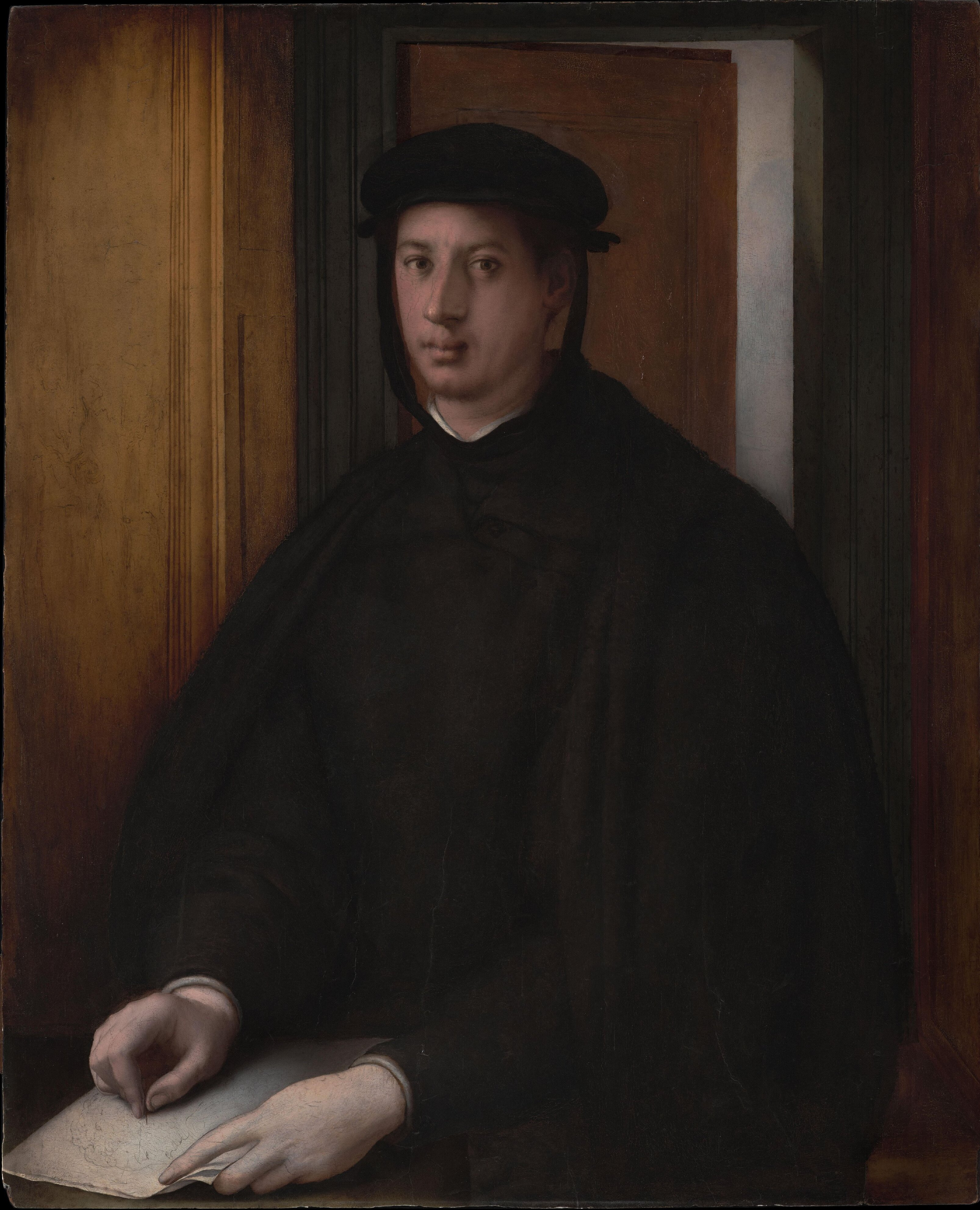
Портрет отца и возможно матери (на бумаге, которую отец держит в руках) Джулии Медичи кисти Понтормо (1534/1535). Художественный музей, Филадельфия

Джулия Медичи родилась во Флоренции. Точная дата её рождения неизвестна. Сохранилась запись от 5 ноября 1534 года о крещении девочки под именем Джулия Ромола, отец которой неизвестен. Она была незаконнорождённой дочерью флорентийского герцога Алессандро Медичи и Таддеи Маласпина, вдовствующей графини Скандьяно. Отец её был незаконнорождённым сыном Джулио Медичи — римского папы под именем Климента VII и Симонетты да Коллевеккьо, служанки африканского происхождения. Есть версия о том, что отцом флорентийского герцога был урбинский герцог Лоренцо Медичи, и в этом случае тёткой Джулии была бы французская королева Екатерина. Мать Джулии была дочерью Антонио Альберико II, маркграфа Массы и сеньора Каррары и феррарской и моденской принцессы Лукреции д’Эсте, и приходилась родственницей римскому папе Иннокентию VIII. У Джулии был старший брат Джулио Джованбаттиста Ромоло, избравший карьеру военного и дипломата, и единокровная сестра Порция, постригшаяся в монахини.
За год до рождения дочери, Алессандро заказал свой портрет Понтормо, на котором живописец изобразил герцога с рисунком в руках. Изображенный на рисунке женский профиль идентифицирован искусствоведами, как портрет его любовницы Таддеи Маласпина. По мнению некоторых исследователей, любовник подарил ей этот портрет в честь рождения их второго ребёнка, которым и была Джулия.
После убийства Алессандро в 1537 году, Джулия с братом и единокровной сестрой некоторое время находились в монастыре Святого Климента во Флоренции. Затем они были приняты под опеку в семью нового флорентийского герцога Козимо I, который поручил заботу о них своей матери, Марии Сальвиати. Порция вскоре была снова определена в монастырь Святого Климента во Флоренции, где стала монахиней-августинкой, а Джулио и Джулия воспитывались вместе с детьми флорентийского герцога. В феврале 1542 года она и Бия, незаконнорождённая дочь Козимо I, тяжело заболели. Джулия выжила, Бия умерла.
После смерти Марии Сальвиати заботы о Джулии перешли к Элеоноре Альварес де Толедо, супруге Козимо I. При дворе во Флоренции к Джулии относились как к принцессе. Её благородное происхождение никогда и никем не ставилось под сомнение. Она гордилась своим происхождением и держалась на равных с принцами и принцессами. Джулия получила хорошее образование. Также большое внимание уделялось её внешнему виду. Кроме внешности, она унаследовала от отца и его темпераментный характер.
Усилиями дяди, обеспечившим ей солидное приданое, в 1550 году Джулия сочеталась браком с неаполитанским патрицием Франческо Кантельмо, сыном и наследником Джованни Джузеппе Бонавентуры Кантельмо, графа Альвито и герцога Пополи и Порции, урождённой Колонна. Брак оказался бездетным. В 1556 году она овдовела. Став вдовой, Джулия часто гостила у сестры Порции, настоятельницы монастыря Святого Климента во Флоренции. Джулия стала донатором этого монастыря и ряда других монастырей ордена августинцев.
14 августа 1559 года она снова вышла замуж за дипломата Бернардетто Медичи, сына Оттавиано Медичи и Бартоломеи, урождённой Джуньи. Единственный сын супружеской четы, Алессандро Медичи (17.12.1560 — 1606), сеньор Оттаяно, названный так в честь деда по материнской линии, стал генералом армии папского государства и правителем Борго.
В 1567 году, из-за конфликта с Элеонорой дельи Альбицци, молодой любовницей овдовевшего Козимо I, Джулия со вторым супругом была вынуждена покинуть двор во Флоренции и переехать в Неаполитанское королевство. По другой версии, супруги оставили Флоренцию, сохранив хорошие отношения с тосканским великим герцогом. В том же году за пятьдесят тысяч дукатов у Чезаре Гонзага, князя Мольфетта, они приобрели феод Оттаяно, недалеко от Неаполя, тем самым положив начало новой ветви Медичи — сеньоров, а впоследствии князей Оттаяно и герцогов Сарно. Информация о Джулии в истории дома Медичи доходит до 1587 года. Датой её смерти принято условно считать 1588 год.

## В культуре

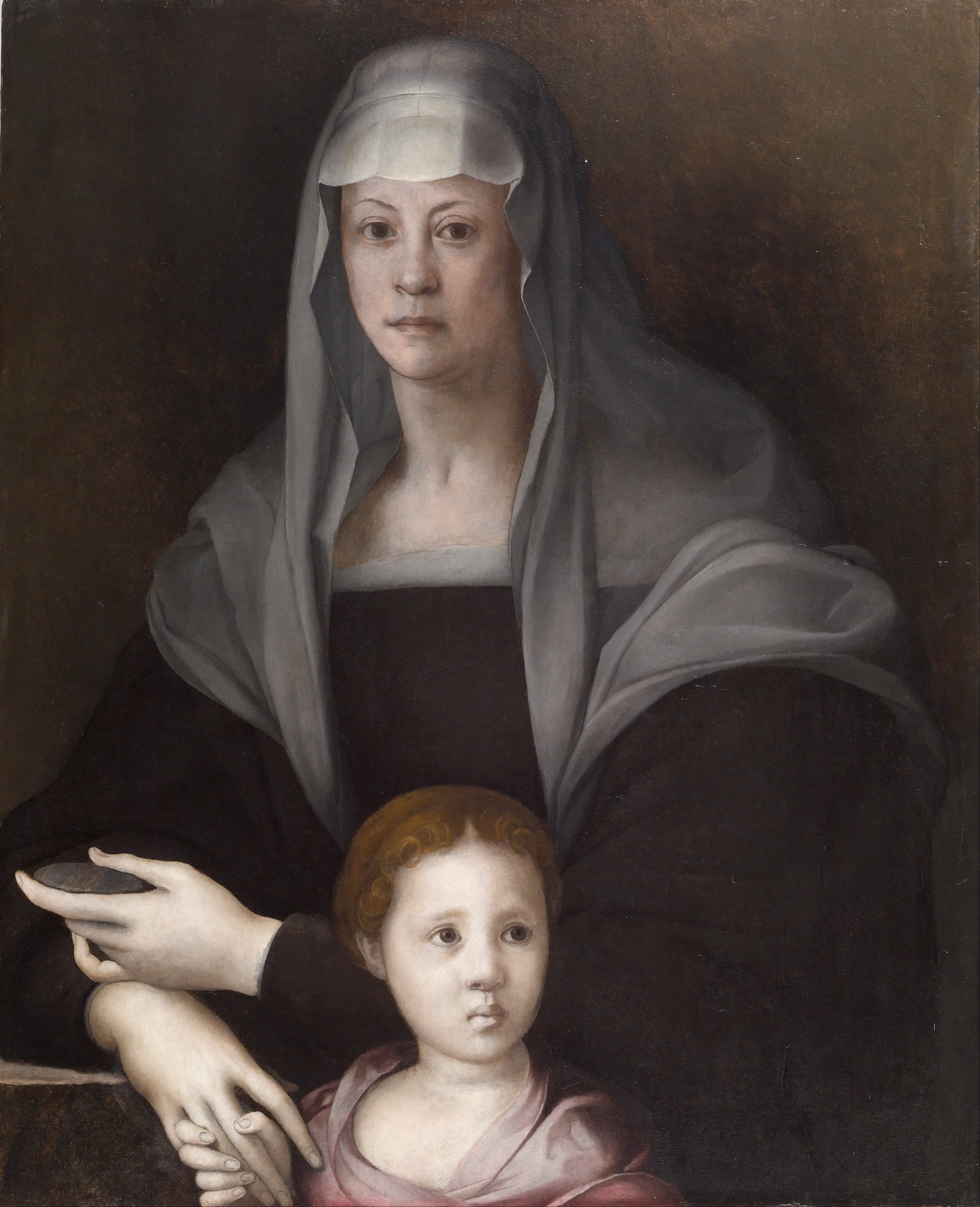
Детский портрет с Марией Сальвиати кисти Понтормо (ок. 1539). Музей Уолтерса, Балтимор

Известны два портрета Джулии. На портрете кисти Якопо Каруччи, по прозвищу Понтормо, она изображена в детском возрасте вместе с родственницей Марией Сальвиати. Картина хранится в Художественном музее Уолтерса в Балтиморе, США. Изображение девочки на портрете было обнаружено во время реставрационных работ в 1937 году. В 1940 году искусствовед Эдвард С. Кинг предположил, что ребёнок на картине — сын Марии Сальвиати, будущий флорентийский герцог и тосканский великий герцог Козимо. Однако в 1955 искусствовед Герберт Койтнер обнаружил запись 1612 года, сделанную во время инвентаризации имущества Риккардо Риккарди, которому первоначально принадлежала картина. В ней утверждалось, что на портрете кисти Понтормо изображена Мария Сальвиати с девочкой, которую не называют по имени. В 2006 году искусствовед Габриэль Лэнгдон идентифицировал изображение девочки с Джулией Медичи. В 2011 году Майке Фогт-Люэрссен предположила, что ребёнком на картине является Бия Медичи. В настоящее время большинство искусствоведов склоняются к версии Габриэля Лэнгдона и называют картину «первым изображением девочки африканского происхождения в европейском искусстве».
На другом портрете кисти Алессандро Аллори принцесса изображена во время вдовства, после похорон своего первого мужа, неаполитанского патриция Франческо Кантельмо. Портрет был написан художником в Риме. Вскоре после этого Джулия сочеталась вторым браком с Бернардетто Медичи. До 1989 года картину атрибутировали с Бронзино и называлась она «Дама с камеей». Портрет находится в собрании галереи Уффици во Флоренции.

### Книги
- Ademollo А. Marietta de' Ricci, ovvero Firenze al tempo dell'assedio :  [итал.]. — Firenze : Stamperia Granducale, 1841. — P. 654, 1023—1024. — 1126 p.
- Bindman D.[англ.], Gates H. L., Dalton K. C. C. From the «Age of Discovery» to the Age of Abolition: artists of the Renaissance and Baroque. — Cambridge, Mass. : Harvard University Press, 2010. — Vol. III. — P. 358. — 432 p. — (The Image of the Black in Western Art). — ISBN 978-0-67-405261-1.
- Chiusole A. La genealogia delle case piu illustri di tutto il mondo. — Venezia : J.B. Recurti, 1743. — P. 564. — 671 p.
- Langdon G. Medici Women: Portraits of Power, Love and Betrayal from the Court of Duke Cosimo I :  [англ.]. — Toronto : University of Toronto Press, 2006. — P. 2, 4, 10, 13, 32—47, 98, 123—127, 133, 135, 196, 222, 275, 361, 363. — 372 p. — ISBN 978-0-80-203825-8.
- Miranda Medici G., Liberatore R., Taddei E., Carelli F. Solenni esequie di Luigi de’ Medici di Toscana fatte da Giuseppe de’ Medici duca di Miranda. — Napoli : Stamperia e cartiera del Fibreno, 1830. — P. 62. — 91 p.
- Moroni G. Dizionario di erudizione storico-ecclesiastica. — Venezia : Tipografia Emiliana, 1847. — P. 87.
- Sims S. Ancient African History A Journey Highlighting Africa’s Past. — New-York : Lulu.com, 2009. — P. 102—103. — 117 p. — ISBN 978-0-55-709694-7.

### Статьи
- Vogt-Lüerssen M. The True Faces of the Daughters and Sons of Cosimo I de’ Medici (англ.) // Medicea : giornal. — 2011. — No. 10. — P. 66—87.
- Walker-Oakes V. Representing the perfect prince: Pontormo’s «ALessandro de Medici» (англ.) // A Journal of Medieval and Renaissance Studies : giornal. — 2001. — No. 32 (1). — P. 128—139.